# The Early Years (Dropkick Murphys)
The Early Years è una raccolta del gruppo celtic punk/folk punk statunitense Dropkick Murphys.

## Tracce
1. John Law (2.15) da Tattoos and Scally Caps[1]
2. Regular Guy (1.54) da Tattoos and Scally Caps[2]
3. Career Opportunities (live June 29, 1996) (1.54) da Tattoos and Scally Caps[3]
4. Take It or Leave It (2.02) da Fire and Brimstone[4]
5. Boys on the Docks (2.30) da Boys on the Docks[2]
6. In the Streets of Boston (1.15) da Boys on the Docks[5]
7. Caps and Bottles (2.40) da Boys on the Docks[2]
8. Euro Trash (1.36) da Boys on the Docks[1]
9. Front Seat (2.32) da Boys on the Docks[6]
10. Denial (2.24) da DKM/Bruisers Split 7 inch[1]
11. Billy's Bones (2.03) da DKM/Bruisers Split 7 inch[7]
12. Cadence to Arms (live 8 febbraio 1998) (2.27) (precedentemente inedita)[8]
13. Do or Die (live 8 febbraio 1998) (1.48) (precedentemente inedita)[6]
14. In the Streets of Boston (live 8 febbraio 1998) (1.16) (precedentemente inedita)[5]
15. Caps and Bottles (live 8 febbraio 1998) (2.31) (precedentemente inedita)[2]
16. Guns of Brixton (live 8 febbraio 1998) (2.34) (precedentemente inedita)[9]
17. Boys tn the Docks (live 8 febbraio 1998) (2.45) (precedentemente inedita)[2]
18. Skinhead on the MBTA/T.N.T. (live 8 febbraio 1998) (4.53) (precedentemente inedita)[10]
19. I've Had Enough (live 8 febbraio 1998) (1.41) (precedentemente inedita)[11]